# Le Secret de la mariée
Pour plus de détails, voir Fiche technique et Distribution.
Le secret de la mariée (titre original : Nightmare Wedding) est un téléfilm américain réalisé par Jose Montesinos, sorti en 2016. Il met en vedettes Nicola Posener, Gina Vitori, Evan Henderson, Isaac Reyes, Gina Vitori, Angie Teodora Dick et Annmarie Giaquinto.

## Synopsis
Sandy (Nicola Posener) vient d’obtenir son diplôme de médecin et s'apprête à épouser Max, mais le mariage tourne au cauchemar quand débarque Roman (Evan Henderson), avec qui Sandy a eu une aventure secrète d'un soir. Devenu le meilleur ami de Max et son futur témoin de mariage, Roman, qui est mentalement instable et toujours amoureux de Sandy, veut la récupérer à tout prix. 

## Distribution
- Nicola Posener : Sandy
- Evan Henderson : Roman
- Isaac Reyes : Max
- Gina Vitori : Megan
- Angie Teodora Dick : Lisa
- AnnMarie Giaquinto : Lark
- Tanya Lynne Lee : Détective Anderson
- Terry Opp : Détective Richards
- Jon Carlo : Officier de police Boyle
- Aramazd Stepanian : Oncle Stanley
- Sari Sabella : Kal
- Dominick Ruel : Alex
- Julee Bono : Barmaid
- Julee Song : Barmaid
- Zo Zosak : Manager de l’hôtel
- Tammy Klein : CSI[2]

## Accueil

### Réception critique
Nightmare Wedding a obtenu un score d’audience de 20% sur Rotten Tomatoes.